# Titidius marmoratus
Titidius marmoratus là một loài nhện trong họ Thomisidae.
Loài này thuộc chi Titidius. Titidius marmoratus được Cândido Firmino de Mello-Leitão miêu tả năm 1929.